# Myeolchijeot
El myeolchijeot o myeolchi jeot es una variedad de jeotgal, un plato fermentado salado hecho con anchoas en la cocina coreana. Es la variedad más frecuentemente consumida de jeotgal, junto con el saeujeot (jeot de gamba salada) en Corea del Sur. El nombre consiste en dos palabras coreanas, myeolchi (멸치, ‘anchoa’) y jeot. El myeolchijeot se usa principalmente como un ingrediente del kimchi. Las anchoas se pescan en la costa sur de Corea del Sur. Se añade de un 15 a un 20% del peso de las anchoas en sal en un jangdok (장독, recipiente grande de barro vidriado) y se deja fermentar normalmente de 2 a 3 meses a 15–20 °C. Si el myeolchijeot se fermenta durante 6 meses, se convierte en un extracto llamado myeolchi jeotguk (멸치젓국). Tras filtrar este extracto, se mezcla y caliente para obtener un líquido limpio usado para elaborar kimchi.